# Erick Wiemberg
Erick Andrés Wiemberg Higuera (ur. 20 czerwca 1994 w Valdivii) – chilijski piłkarz występujący na pozycji lewego lub środkowego obrońcy, reprezentant Chile, od 2023 roku zawodnik Colo-Colo.